# Lai King (stacja MTR)
Lai King (chiński: 荔景) – jedna ze stacji MTR, systemu szybkiej kolei w Hongkongu, na Tsuen Wan Line i Tung Chung Line. Została otwarta 10 maja 1982. 
Znajduje się w obszarze Lai King, w dzielnicy Kwai Tsing.